# Lepidosauria (classification phylogénétique)
Cette page a pour objet de présenter un arbre phylogénétique des Lepidosauria (Lépidosaures ou Lépidosauriens), c'est-à-dire un cladogramme mettant en lumière les relations de parenté existant entre leurs différents groupes (ou taxa), telles que les dernières analyses reconnues les proposent. Ce n'est qu'une possibilité, et les principaux débats qui subsistent au sein de la communauté scientifique sont brièvement présentés ci-dessous, avant la bibliographie.

## Arbre phylogénétique
Le cladogramme présenté ici ne possède qu'une valeur indicative. Il n'est pas forcément consensuel, et on peut toujours se référer à la bibliographie au bas de l'article.
Le symbole ▲ renvoie à la partie immédiatement supérieure de l'arbre phylogénétique du vivant. Le signe ► renvoie à la classification phylogénétique du groupe considéré. Tout nœud de l'arbre portant plus de deux branches montre une indétermination de la phylogénie interne du groupe considéré.
Les habitudes typographiques des botanistes et des zoologistes sont différentes. Ici, par commodité de lecture, et certains groupes actuels relevant des deux domaines traditionnels, les noms de taxons supérieurs au genre sont tous écrits en caractères droits, les noms de genres ou d'espèces en italiques.
À la suite d'un taxon, sa période d'apparition, quand elle est connue, peut être indiquée suivant la légende suivante :
(Plé) : Pléistocène ; (Pli) : Pliocène ; (Mio) : Miocène ; (Oli) : Oligocène ; (Éoc) : Éocène ; (Pal) : Paléocène ; (Cré) : Crétacé ; (Jur) : Jurassique ; (Tri) : Trias ; (Per) : Permien ; (Car) : Carbonifère ; (Dév) : Dévonien ; (Sil) : Silurien ; (Ord) : Ordovicien ; (Camb) : Cambrien ; (Edi) : Édiacarien. Pour plus de précision si possible, (-) : inférieur ; (~) : moyen ; (+) : supérieur.

```
▲

└─o 
Lepidosauria

  ├─o 
Rhynchocephalia

  │ └─o 
Sphenodontia

  └─o 
Squamata

    └─o 
Neosquamata

      ├─o 
Dibamidae

      └─o 
Bifurcata

        ├─o 
Gekkota

        └─o 
Unidentata

          ├─o 
Scinciformata

          └─o 
Episquamata

            ├─o 
Laterata

            │ ├─o 
Teiformata

            │ └─o 
Lacertibaenia

            │   ├─o 
Lacertiformata

            │   └─o 
Amphisbaenia

            └─o 
Toxicofera

              ├─o
              │ ├─o 
Iguania

              │ │ └─o 
Acrodonta

              │ └─o 
Anguimorpha

              │   ├─o 
Varanoidea

              │   └─o
              │     ├─o 
Monstersauria

              │     │ └─o 
Helodermatoidea

              │     └─o 
Anguioidea

              └─o 
Pythonomorpha

                ├─o 
Mosasauroidea
 (éteint)
                └─o 
Ophidia

                  └─o 
Serpentes

                    ├─o 
Scolecophidia

                    └─o 
Alethinophidia

                      ├─o 
Aniloidea

                      └─o 
Macrostomata

                        ├─o 
Pythonidae

                        ├─o 
Boidae

                        └─o 
Caenophidia

                          ├─o 
Acrochordoidea

                          └─o 
Colubroidea
```

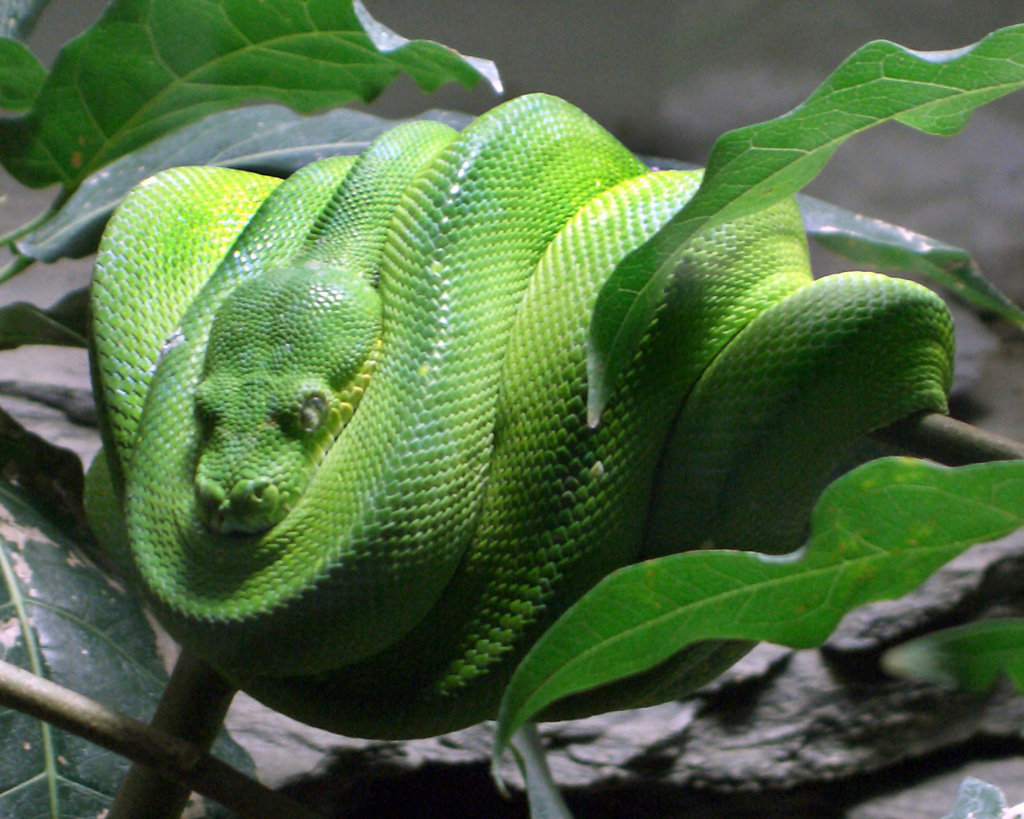
python vert (Morelia Viridis, Boidae)
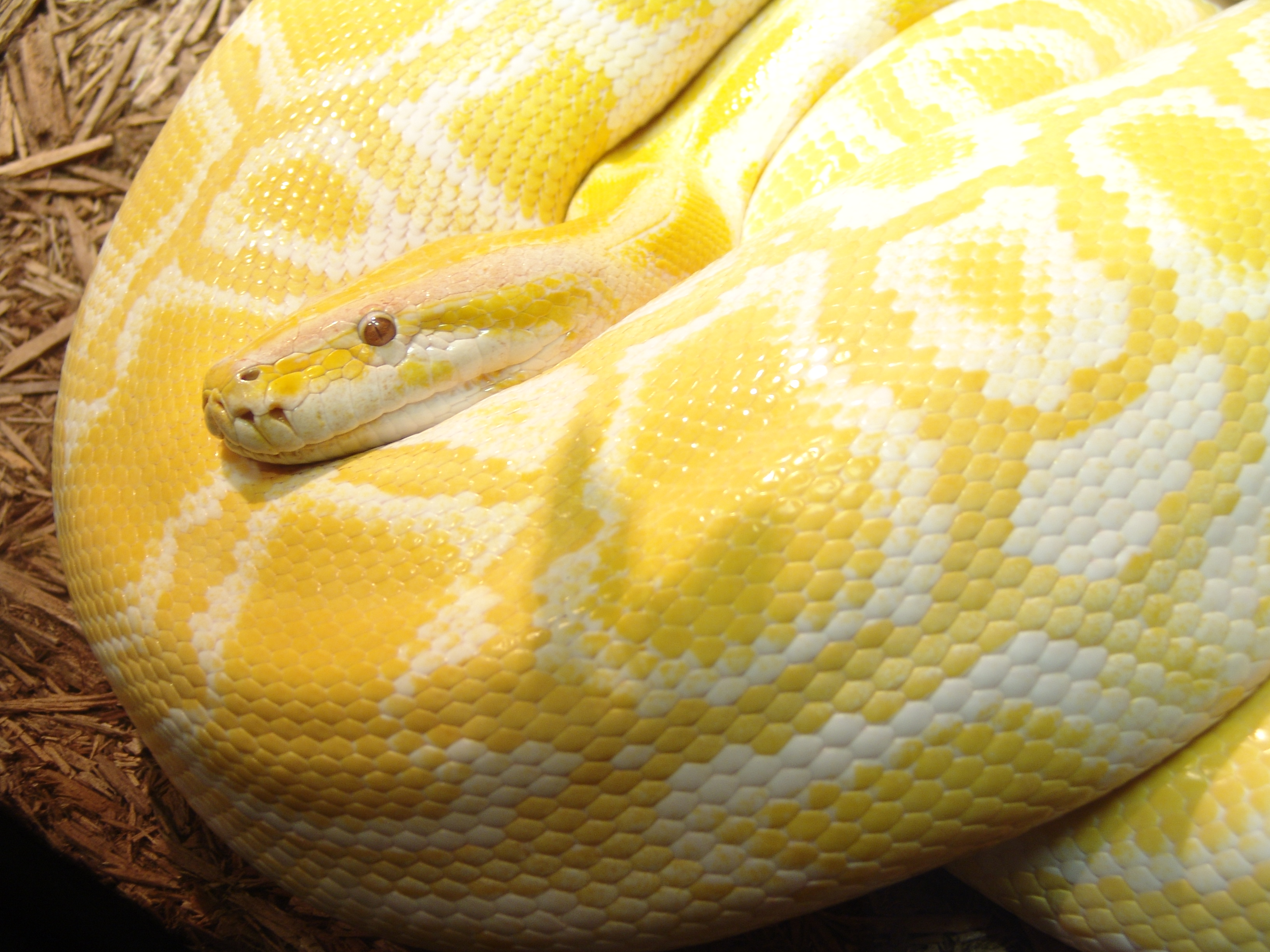
Python bivittatus  (Boidae)
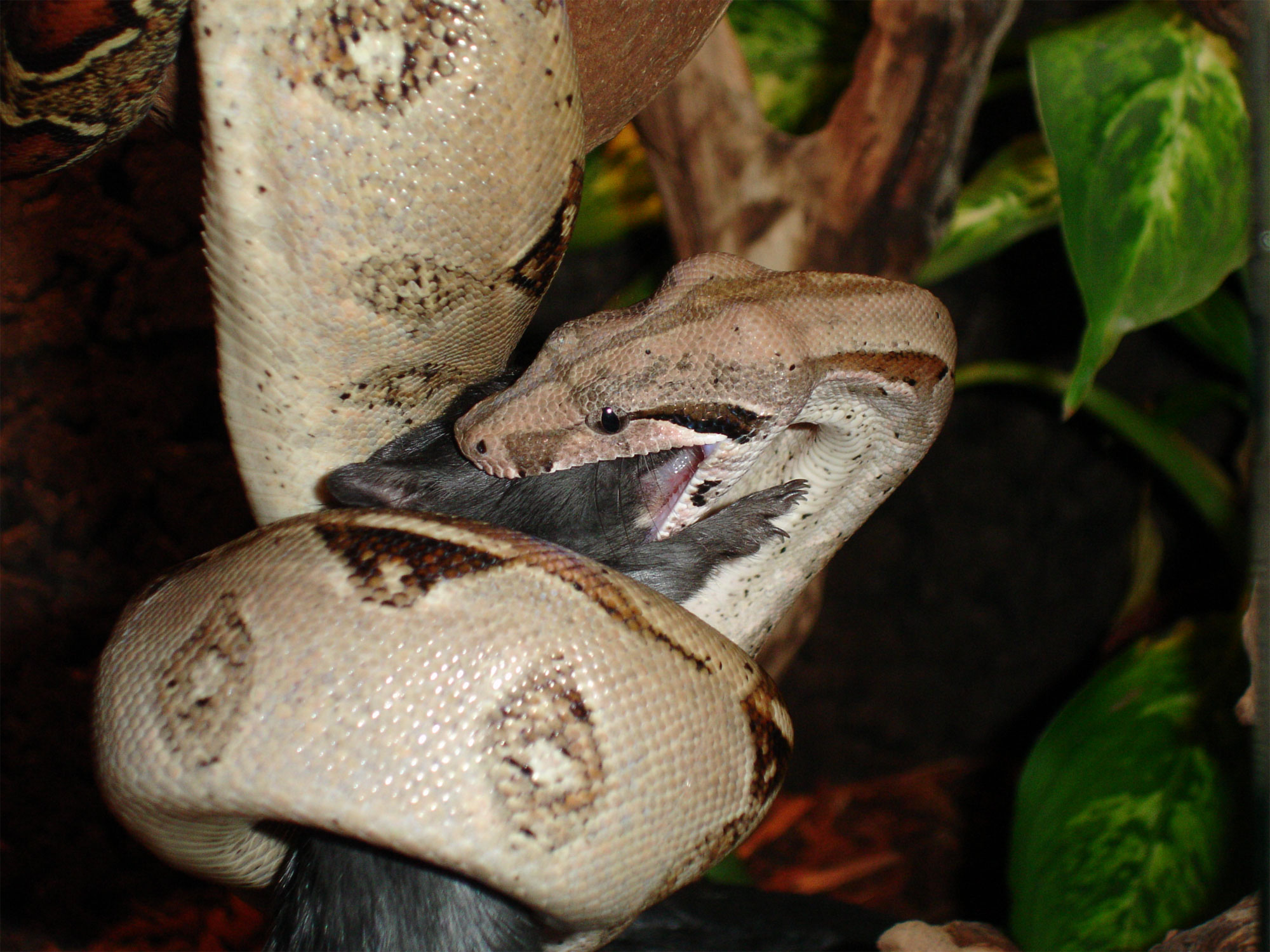
Boa constrictor (Boa constrictor imperator, Boidae)
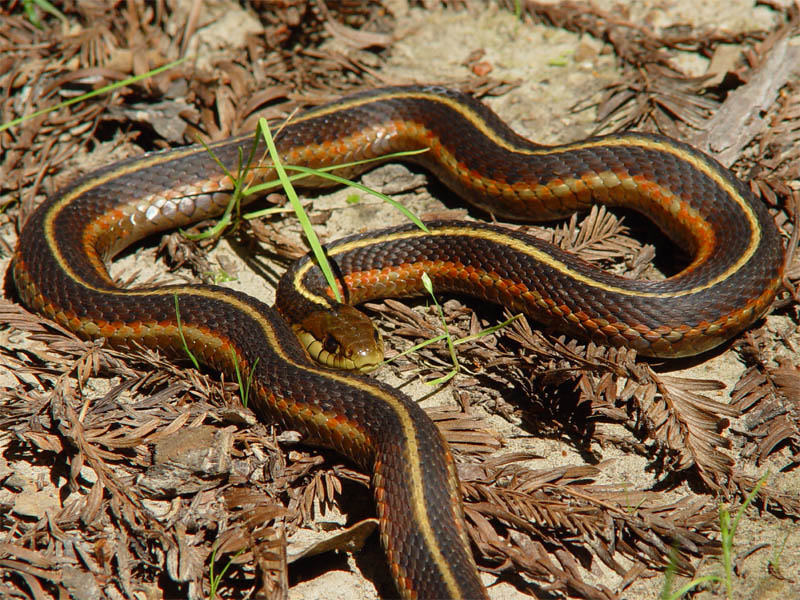
Thamnophis sirtalis infernalis (Colubridae)
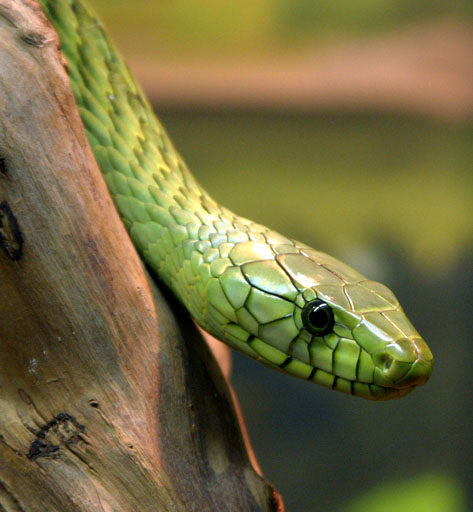
Dendroaspis viridis (Elapidae)
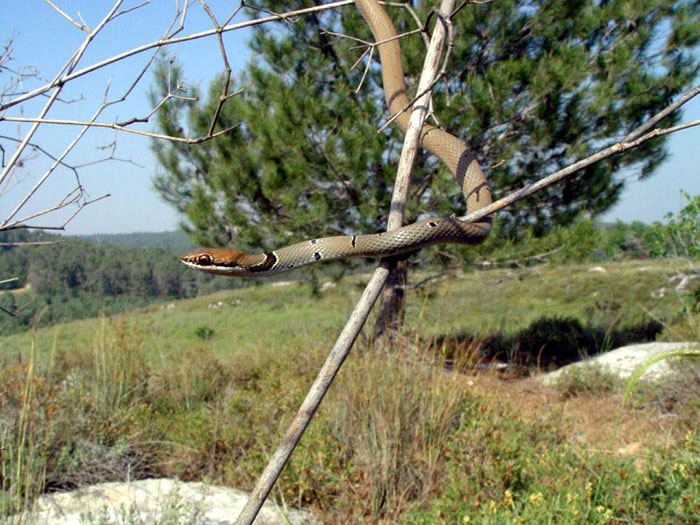
Coluber najadum (Colubridae)
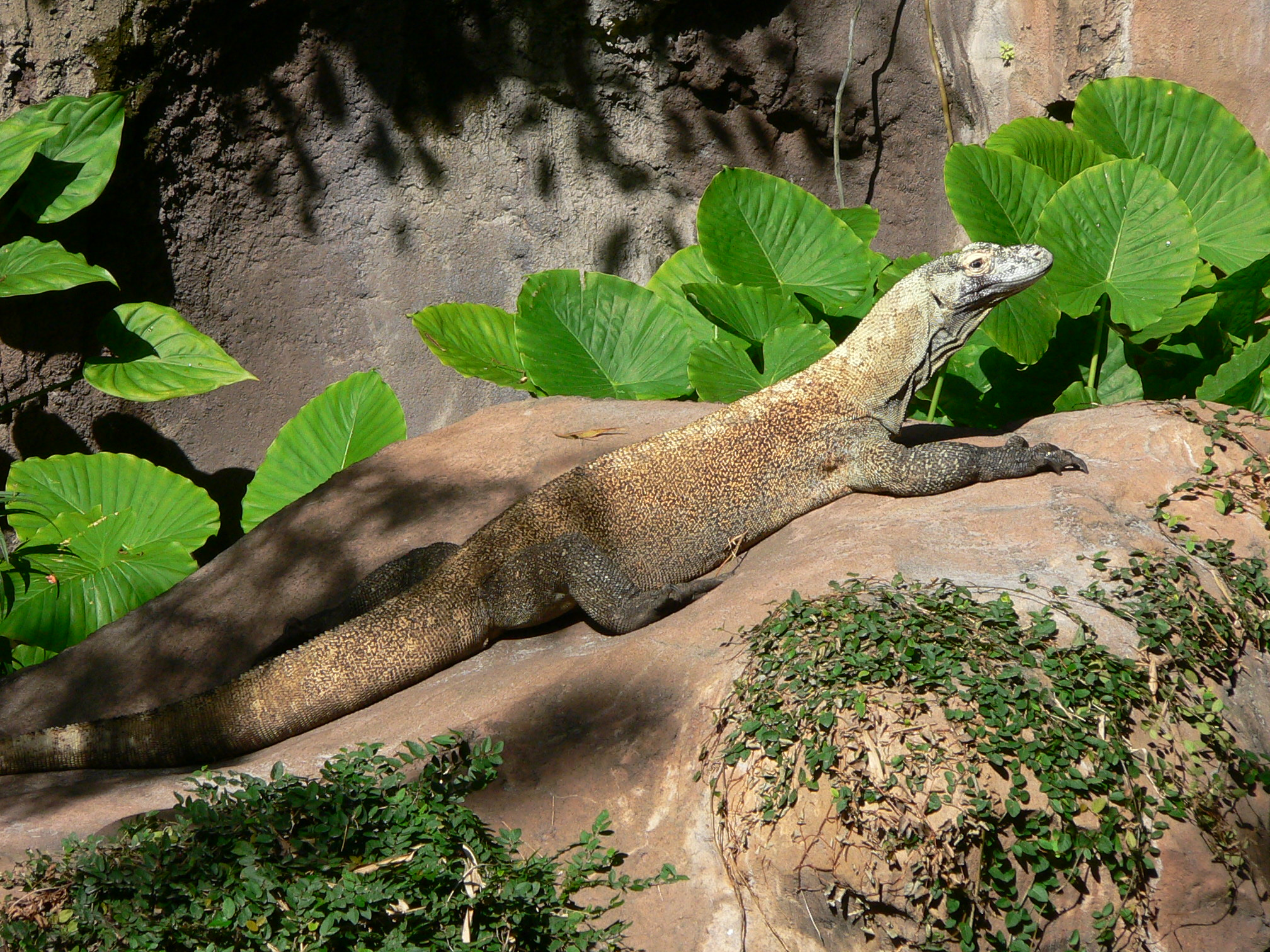
Varan de Komodo (Varanus komodoensis, Varanidae)
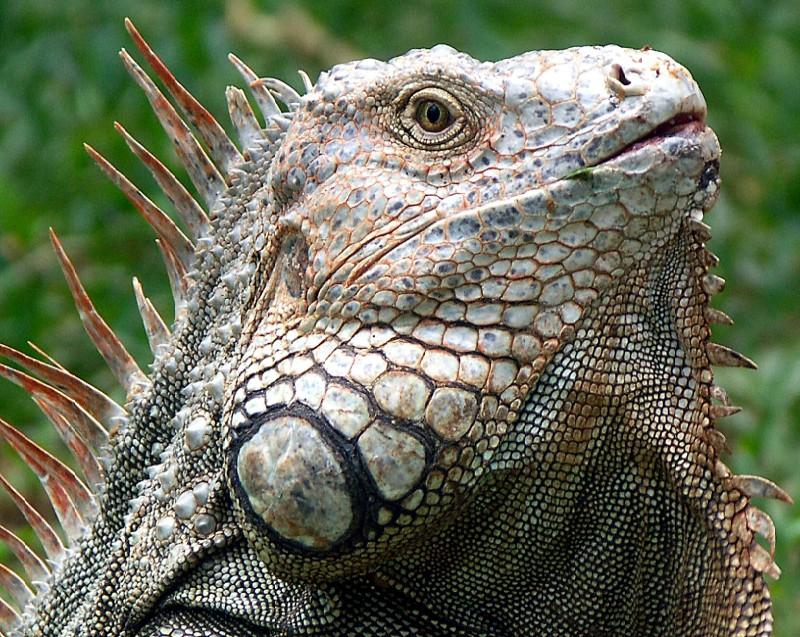
Iguana iguana (Iguanidae)
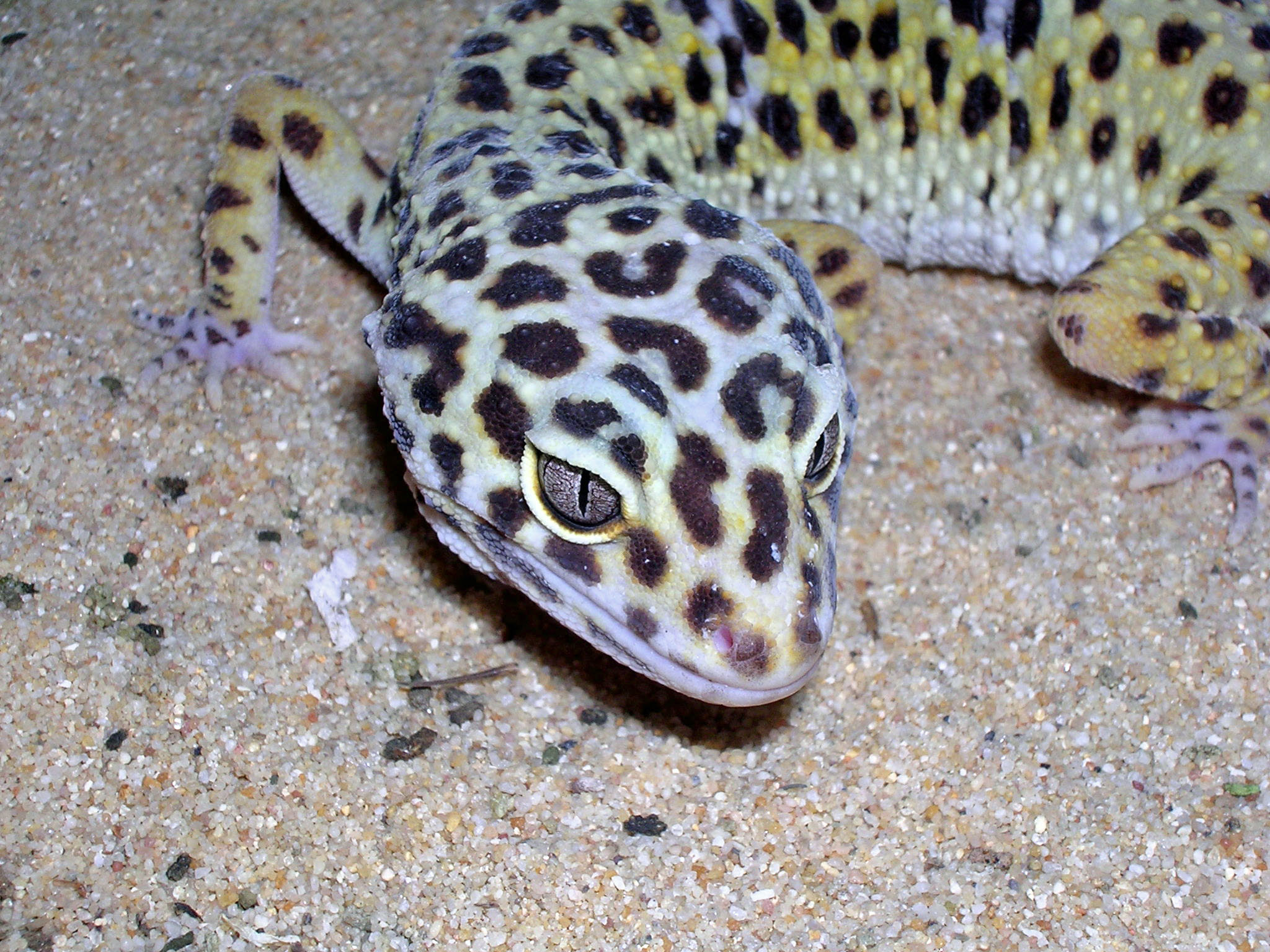
Gecko léopard, femelle adulte (Eublepharis macularius, Gekkonidae)
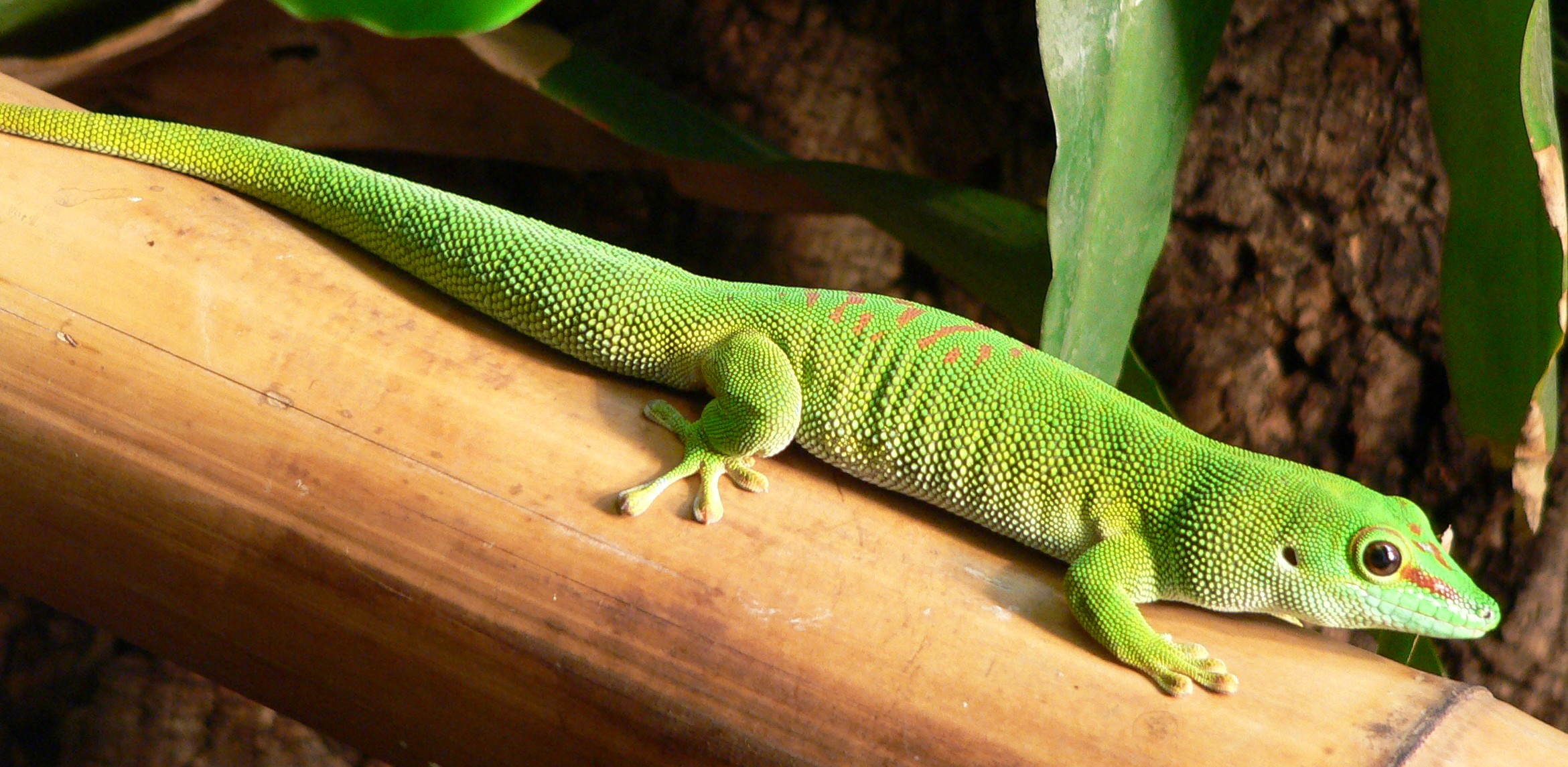
Phelsuma madagascariensis grandis, Gekkonidae
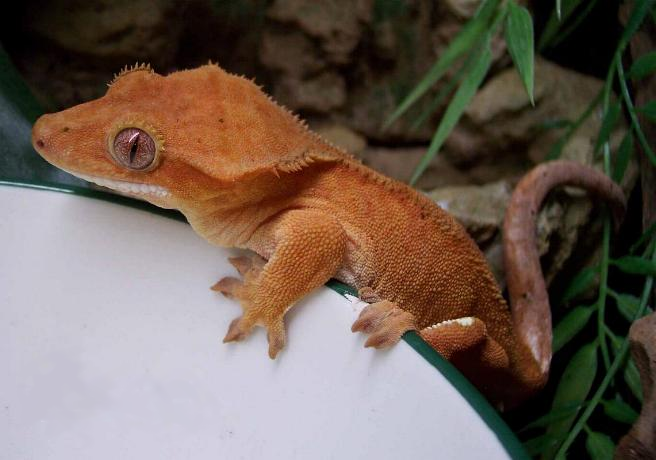
Rhacodactylus ciliatus, Gekkonidae

## En savoir plus